# Marc Birsens
Marc Birsens (17 september 1966) is een voormalig voetballer uit Luxemburg. Hij speelde als verdediger gedurende zijn carrière, voor achtereenvolgens Union Luxembourg, CS Grevenmacher, Union Luxembourg en US Rumelange. In 1991 werd hij verkozen tot Luxemburgs voetballer van het jaar. Hij kwam tot een totaal van 377 competitieduels in de Nationaldivisioun, waarmee hij achtste staat op de eeuwige ranglijst.

## Interlandcarrière
Birsens kwam 53 keer (één doelpunt) uit voor de nationale ploeg van Luxemburg in de periode 1988-2000. Hij maakte zijn debuut op 27 april 1988 in de vriendschappelijke thuiswedstrijd tegen Italië (0-3). Hij viel in dat duel na 66 minuten in voor Théo Scholten. Birsens zwaaide af op 23 februari 2000 in het oefenduel tegen Noord-Ierland (1-3), toen hij al na zes minuten plaatsmaakte voor Christian Alverdi. Zijn enige interlandtreffer maakte hij op 9 juni 1999 in de EK-kwalificatiewedstrijd tegen Polen (2-3).

## Erelijst
Union Luxembourg
- Luxemburgs landskampioen

1990, 1991, 1992
- Luxemburgs bekerwinnaar

1989, 1991, 1996
- Luxemburgs voetballer van het jaar

1991